# Aeropuerto de Garachiné
El aeropuerto de Garachiné (IATA: GHE, OACI: MPGA) es un aeródromo público panameño que sirve al pueblo costero de Garachiné, ubicado en la costa pacífica de la provincia de Darién.

## Información técnica
El aeródromo tiene una pista de aterrizaje de hormigón que mide 650 metros en longitud.
La pista de aterrizaje está ubicada en el centro del pueblo y está rodeada por viviendas y caminos peatonales de tierra. Los despegues y aproximaciones desde el norte son sobre el agua del Pacífico. A tres kilómetros al sur del aeropuerto, el terreno es montañoso.
El VOR de La Palma (Ident: PML) está localizado a 46 kilómetros al norte-noreste del aeropuerto.

## Aerolíneas y destinos
| Aerolíneas | Destinos                            |
| ---------- | ----------------------------------- |
| Air Panama | Ciudad de Panamá-Marcos A. Gelabert |